# Matthew Richardson
Matthew Richardson   (Maidstone, 17 d'abril de 1999) és un ciclista de pista anglès, nacionalitzat australià. Va competir en keirin masculí, sprint individual i sprint per equips, tant als Jocs Olímpics d'Estiu de 2020 a Tòquio —on en la categoria per equips va ser quart— i als Jocs Olímpics d'Estiu de 2024 a París —on va aconseguir dues medalles.

## Infantesa
Richardson va néixer al Regne Unit i es va traslladar a Austràlia per la feina del seu pare quan tenia nou anys. Va créixer a Perth, Austràlia Occidental. Li encanta la gimnàstica i era especialment bo a la barra d'equilibri. Quan era adolescent, va aconseguir resultats de podi a nivell nacional. Després de patir una lesió al colze, va dedicar el seu interès al ciclisme.

## Carrera
Richardson va competir pel Midland Cycling Club. Va ser convidat a assistir a una sessió de "vina i prova" i va ser reclutat per a l'Institut d'Esport d'Austràlia Occidental.
Tres mesos abans dels Campionats del Món de 2019, es va traslladar a Austràlia Meridional per a unir-se a l'Acadèmia Potencial de Podium de Cycling Australia. Aquest canvi va donar resultats, ja que va ser seleccionat per representar el seu país a l'esprint per equips. L'equip va acabar en sisena posició, després de ser eliminats de la final pels eventuals medallistes de plata, França.
Al Campionat del món de ciclisme en pista de 2020, va guanyar una medalla de bronze en l'esprint per equips amb Thomas Cornish i Nathan Hart. Va ser el resultat més alt d'Austràlia en aquest esdeveniment en un Campionat del Món en vuit anys.
Va competir als Jocs de la Commonwealth de 2022, on va guanyar medalles d'or en la prova d'esprint per equips al costat de Leigh Hoffman i Matthew Glaetzer i en la prova individual de velocitat.
Als Jocs Olímpics d'Estiu de 2024 a París, va aconseguir la medalla bronze en la modalitat per equips i plata en la individual i la de sprint.